# Princess Anne (Maryland)
Princess Anne ist eine Stadt mit dem Status „Town“ und Verwaltungssitz (County Seat) im Somerset County im US-Bundesstaat Maryland. Das U.S. Census Bureau hat bei der Volkszählung 2020 eine Einwohnerzahl von 3446 ermittelt.

## Geographie
Die Stadt liegt etwa 20 Kilometer südwestlich von Salisbury, 30 Kilometer nordöstlich von Crisfield und 140 Kilometer südöstlich von Baltimore. Durch Princess Anne fließt der Manokin River. Der U.S. Highway 13 (Teil des Ocean Highway) verläuft mitten durch den Ort.

## Geschichte

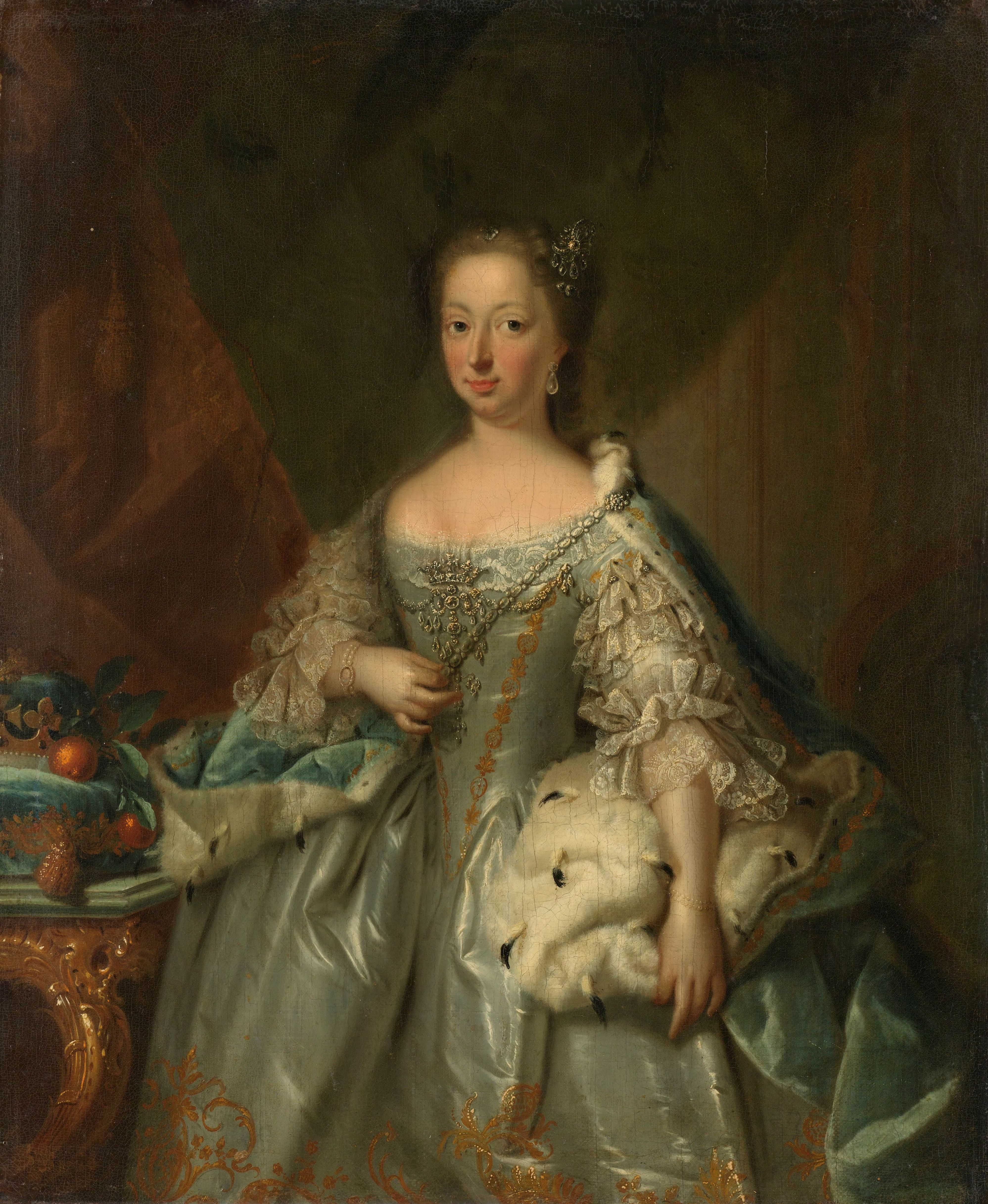
Prinzessin Anne

Der Ortsname wurde zu Ehren der britischen Prinzessin Anne, der Tochter von Georg II. gewählt. Die Stadtgründung erfolgte 1733 und der Ort wurde Verwaltungssitz des Somerset County. Aufgrund der verkehrsgünstigen Lage am Manokin River mit Zugang zur Chesapeake Bay sowie einer Anbindung an die Eastern Shore Railroad entwickelte sich der Ort Mitte des 18. Jahrhunderts zu einem zentralen Warenumschlagsplatz.
Seit dem Jahr 1886 ist die University of Maryland Eastern Shore in Princess Anne angesiedelt.
In der Stadt existieren viele historisch wertvolle Gebäude und Plätze, die im  National Register of Historic Places aufgeführt sind. Dazu zählen die folgenden: Princess Anne Historic District, Adams Farm, Beckford, Beverly, Catalpa Farm, Glebe House, Harrington, Manokin Historic District, Manokin Presbyterian Church, Mt. Zion Memorial Church, Dr. William B. Pritchard House, Somerset Academy Archaeological Site, Teackle Mansion, University of Maryland Eastern Shore, Waddy House, Waterloo und White Hall.

## Demografische Daten
Im Jahr 2013 wurde eine Einwohnerzahl von 3261 Personen ermittelt. Das Durchschnittsalter lag zu diesem Zeitpunkt mit 32,6 Jahren unterhalb des Wertes von Maryland, der 38,2 Jahre betrug. 67,9 % der Einwohner sind Afroamerikaner.

## Söhne und Töchter der Stadt
- Charles Chaillé-Long (1842–1917), Offizier
- Samuel Chase (1741–1811), Richter
- Phillips Lee Goldsborough (1865–1946), Politiker
- Daniel O. Hastings (1874–1966), Politiker
- Edward Henry Carroll Long (1808–1865), Politiker
- John W. Morris (1921–2013), Generalleutnant der United States Army
- Henry Page (1841–1913), Politiker